# Unitel (Angola)
Unitel S.A.R.L. ist das größte Telekommunikationsunternehmen und nach Sonangol das umsatzstärkste Unternehmen in Angola. Es verfügt über einen Marktanteil von 90 % mit einem Jahresumsatz von 958 Millionen US-Dollar (Stand 2018). Anteilseigner sind zu 50 % der staatliche Erdölkonzern Sonangol sowie zu jeweils 25 % Isabel dos Santos und Leopoldino do Nascimento, ehemaliger Leiter des Kommunikationsdienstes des angolanischen Präsidenten José Eduardo dos Santos.

## Geschichte
Unitel wurde am 30. Dezember 1998 gegründet. Im April 2001 startete es seine GSM-Dienste, im Dezember 2012 sein 4G LTE Netz. Im Oktober 2013 führte es den ersten internationalen 4G Video-Roaming Call Afrikas durch. Im September 2014 kündigte das Unternehmen an, 1,4 Milliarden US-Dollar in den landesweiten Ausbau der 4G Infrastruktur zu investieren. Seit Januar 2015 bietet Unitel seinen Kunden einen kostenlosen und unbegrenzten mobilen Internetzugang zu Wikipedia auf allen 2G/3G/4G Netzen in Partnerschaft mit der Wikimedia Foundation an. Im November 2017 ging Unitel eine Partnerschaft mit der United States Agency for International Development (USAID) ein, die der US-Behörde die kostenlose Verbreitung von Aufklärungsinformationen zur Bekämpfung der Malaria an alle Kunden im Netz erlaubt. Ende 2018 war die 4G-Technologie in Luanda, Cabinda, Lubango, Huambo, Benguela, Lobito, Dundo, Malanje, Cuito, Soyo, Uige und Moçâmedes verfügbar. Im März 2019 wurde auf der Hauptversammlung der Portugiese Miguel Giraldes zum neuen CEO gewählt, zu den Aufsichtsratsmitgliedern gehören Isabel dos Santos, Amilcar Safeca, Miguel Geraldes, João Boa Quipipa und Luiz Rosa. Im Januar 2020 erwarb Sonangol für 739 Millionen US-Dollar den 25-Prozent Anteil, den zuvor das brasilianische Telekommunikationsunternehmen Oi an Unitel hielt.

## Frequenzen
Unitel benutzt zwei GSM-Frequenzen 900 (E-GSM), 1800 (DCS), eine UMTS-Frequenz B1 (2100) und eine LTE-Frequenz B3 (1800 +).

## Kontroverse
Aus den Luanda-Leaks, in denen investigative Journalisten die Vetternwirtschaft von Präsident José Eduardo dos Santos aufdeckten, geht hervor, dass Isabel dos Santos als eine der Hauptaktionäre und Aufsichtsratsmitglied von Unitel das Unternehmen angewiesen hat, ihrer eigenen Firma Unitel International Holdings einen Kredit von 350 Millionen US-Dollar zu gewähren. Sie war gleichzeitig Kreditgewährer und Kreditempfänger. Isabel dos Santos erklärte dazu, der gesamte Aufsichtsrat habe dem Kredit zugestimmt. Nach Bekanntwerden der Luanda-Leaks wurden ihre Konten und Anteile an den größten Firmen in Angola, einschließlich der an Unitel, eingefroren.